# Myrtentry
Myrtentry (Lonicera ligustrina) är en art i familjen kaprifolväxter från centrala och södra Kina. Underarten L. ligustrina subsp. yunnanensis är den som på svenska kallas myrtentry och som odlas som trädgårdsväxt. Bären är giftiga och ger kräkningar, ansiktsrodnad, överdriven törst och vidgade pupiller.

## Synonymer
subsp. ligustrina
- Caprifolium ligustrinum (Wall.) Kuntze
- Lonicera missionis H.Lév.
- Lonicera wightianum Wall., nom. inval.
- Xylosteon ligustrinum (Wall.) D.Don

subsp. yunnanensis (Franch.) P.S.Hsu & H.J.Wang
- Lonicera ligustrina var. yunnanensis Franch.
- Lonicera nitida E.H.Wilson
- Lonicera pileata f. yunnanensis (Franch.) Rehder